# Session 9
Session 9 is een Amerikaanse thriller/horrorfilm uit 2001 van regisseur Brad Anderson. Hij schreef het verhaal samen met acteur Stephen Gevedon.
De film wordt in Nederland afgeraden voor kijkers jonger dan zestien jaar.

## Verhaal
Gordon Fleming (Peter Mullan) leidt een stressvol bestaan. Het ging allemaal nog wel toen hij alleen zijn bedrijfje voor het opruimen van schadelijke stoffen in gebouwen hoefde te leiden. Zijn vrouw Wendy (Sheila Stasack) is echter onlangs bevallen van een dochtertje en hij heeft hard opdrachten nodig om zijn bedrijfje overeind te houden.
Samen met zijn rechterhand Phil (David Caruso) ruikt Gordon een buitenkansje als hij wordt uitgenodigd een verlaten dolhuis te komen bekijken. Het huis zit vol met asbest, een mooie klus. Hij doet de opdrachtgever Bill Griggs (Paul Guilfoyle) een aanbod dat die niet kan weigeren. Gordons ploeg krijgt de klus.
De volgende dag meldt hij zich met Phil, Mike (Stephen Gevedon)), Hank (Josh Lucas) en Jeff (Brendan Sexton III) in het gebouw. Terwijl de ploeg aan het werk gaat, maakt Gordon zich erg druk om de tijdslimiet die hij gesteld heeft. Die is wellicht wel erg krap.
Ondertussen vindt Mike in de kelder een reeks geluidsbanden met opnamen van praatsessies die een dokter daar vroeger hield met een patiënt Mary Hobbes (Jurian Hughes) die een gespleten persoonlijkheid had. Hij begint met sessie 1, waarna hij sessie 2 beluistert enzovoort. Wanneer Mike bij sessie 9 aankomt, wordt duidelijk waarom Mary werd opgenomen. De spanningen rondom het werk zijn op datzelfde moment op een hoogtepunt beland.

## Rolverdeling
| Acteur             | Personage         |
| ------------------ | ----------------- |
| Peter Mullan       | Gordon Fleming    |
| David Caruso       | Phil              |
| Stephen Gevedon    | Mike              |
| Josh Lucas         | Hank              |
| Brendan Sexton III | Jeff              |
| Jurian Hughes      | Mary Hobbes       |
| Larry Fessenden    | Craig McManus     |
| Paul Guilfoyle     | Bill Griggs       |
| Lonnie Farmer      | Doctor            |
| Charley Broderick  | beveiligingsagent |
| Sheila Stasack     | Wendy             |
| Linda Carmichael   | Wendy             |

## Prijzen
Regisseur Anderson won voor Session 9 de prijs voor 'beste regisseur' op het filmfestival van Catalonië. De film werd er genomineerd in de categorie 'beste film'.

## Trivia
- In de oorspronkelijke opnamen woonde er een dakloze vrouw in het gebouw, die de gebeurtenissen uit de film waarneemt. Zij werd geheel uit de film geknipt, omdat het sommige leden van een testpubliek ten onrechte deed denken dat zij Mary Hobbes voor moest stellen.